# Дальня печера
Дальня (рос. Дальняя) — печера в Башкортостані, Росія. Печера комплексного (горизонтально-вертикального) типу простягання. Загальна протяжність — 160 м. Глибина печери становить 60 м. Категорія складності проходження ходів печери — 1. Печера відноситься до Інзеро-Лемезенського підрайону Зилімо-Інзерського району Південної області Західноуральської спелеологічної провінції.